# Jimmy Hartwig
William Georg Hartwig, detto Jimmy (Offenbach, 5 ottobre 1954), è un ex calciatore tedesco, di ruolo centrocampista.

## Carriera
Con l'Amburgo vinse per tre volte la Bundesliga (1978–79, 1981–82, 1982–83) e per una volta la Coppa dei Campioni (1982-83).

## Palmarès

### Club

#### Competizioni nazionali
- Campionato tedesco: 3

Amburgo: 1978-1979, 1981-1982, 1982-1983

#### Competizioni internazionali
- Coppa dei Campioni: 1

Amburgo: 1982-1983